# San Jacinto (Masbate)
Pour les articles homonymes, voir San Jacinto.
San Jacinto est une localité de la province de Masbate, aux Philippines. En 2015, elle compte 30 372 habitants.